# Braunschweiger Turn- und Sportverein Eintracht von 1895 2011-2012
Questa voce raccoglie le informazioni riguardanti il Braunschweiger Turn- und Sportverein Eintracht von 1895 nelle competizioni ufficiali della stagione 2011-2012.

## Stagione
Nella stagione 2011-2012 l'Eintracht Braunschweig, allenato da Torsten Lieberknecht, concluse il campionato di 2. Bundesliga all'8º posto. In Coppa di Germania l'Eintracht Braunschweig fu eliminato al primo turno dal Bayern Monaco.

## Rosa
| N. |                                 | Ruolo | Calciatore        |
| -- | ------------------------------- | ----- | ----------------- |
| 1  | Germania (bandiera)             | P     | Marjan Petković   |
| 3  | Bosnia ed Erzegovina (bandiera) | D     | Ermin Bičakčić    |
| 4  | Germania (bandiera)             | D     | Matthias Henn     |
| 5  | Germania (bandiera)             | D     | Benjamin Kessel   |
| 6  | Bosnia ed Erzegovina (bandiera) | C     | Damir Vrančić     |
| 7  | Austria (bandiera)              | C     | Benjamin Fuchs    |
| 8  | Germania (bandiera)             | D     | Deniz Doğan       |
| 9  | Germania (bandiera)             | A     | Mathias Fetsch    |
| 10 | Germania (bandiera)             | C     | Mirko Boland      |
| 11 | Germania (bandiera)             | C     | Steffen Bohl      |
| 12 | RD del Congo (bandiera)         | A     | Dominick Kumbela  |
| 13 | Germania (bandiera)             | C     | Raffael Korte     |
| 14 | Germania (bandiera)             | D     | Jan Washausen     |
| 15 | Germania (bandiera)             | C     | Norman Theuerkauf |
| 16 | Turchia (bandiera)              | D     | Emre Turan        |

| N. |                       | Ruolo | Calciatore         |
| -- | --------------------- | ----- | ------------------ |
| 17 | Germania (bandiera)   | C     | Markus Unger       |
| 18 | Germania (bandiera)   | C     | Oliver Petersch    |
| 19 | Germania (bandiera)   | D     | Ken Reichel        |
| 20 | Germania (bandiera)   | C     | Nico Zimmermann    |
| 21 | Germania (bandiera)   | A     | Pierre Merkel      |
| 22 | Canada (bandiera)     | A     | Randy Edwini-Bonsu |
| 23 | Germania (bandiera)   | D     | Julius Reinhardt   |
| 24 | Germania (bandiera)   | C     | Pascal Gos         |
| 25 | Portogallo (bandiera) | D     | Marcel Correia     |
| 26 | Iran (bandiera)       | P     | Daniel Davari      |
| 27 | Germania (bandiera)   | A     | Gianluca Korte     |
| 30 | Germania (bandiera)   | P     | Benjamin Later     |
| 31 | Germania (bandiera)   | C     | Marc Pfitzner      |
| 32 | Germania (bandiera)   | A     | Dennis Kruppke     |

## Organigramma societario
Area tecnica
- Allenatore: Torsten Lieberknecht
- Allenatore in seconda: Jürgen Rische, Darius Scholtysik
- Preparatore dei portieri: Alexander Kunze
- Preparatori atletici:

## Calciomercato

### Sessione estiva
| Acquisti | Acquisti        | Acquisti           | Acquisti |
| R.       | Nome            | da                 | Modalità |
| -------- | --------------- | ------------------ | -------- |
| D        | Marcel Correia  | Kaiserslautern     |          |
| A        | Gianluca Korte  | TuS Mechtersheim   |          |
| C        | Raffael Korte   | TuS Mechtersheim   |          |
| P        | Benjamin Later  | E. Braunschweig II |          |
| A        | Pierre Merkel   | Idar-Oberstein     |          |
| C        | Oliver Petersch | RW Oberhausen      |          |
| C        | Nico Zimmermann | Saarbrücken        |          |

| Cessioni | Cessioni        | Cessioni             | Cessioni |
| R.       | Nome            | a                    | Modalità |
| -------- | --------------- | -------------------- | -------- |
| C        | Oliver Kragl    | Germania Halberstadt |          |
| C        | Patrick Amrhein | Unterhaching         |          |
| C        | Karim Bellarabi | Bayer Leverkusen     |          |
| A        | Marco Calamita  | Aalen                |          |
| A        | Dennis Lemke    | Carl Zeiss Jena      |          |

### Sessione invernale
| Acquisti | Acquisti           | Acquisti  | Acquisti |
| R.       | Nome               | da        | Modalità |
| -------- | ------------------ | --------- | -------- |
| D        | Ermin Bičakčić     | Stoccarda |          |
| A        | Randy Edwini-Bonsu | AC Oulu   |          |

| Cessioni | Cessioni | Cessioni | Cessioni |
| R.       | Nome     | a        | Modalità |
| -------- | -------- | -------- | -------- |

## Risultati

### 2. Bundesliga

#### Girone di andata
| Arbitro: | Kircher |

|                                       |           |             |
| Kruppke 6’ Zimmermann 36’ Kumbela 40’ | Marcatori | 23’ Volland |

| Arbitro: | Wingenbach |

|  |           |                             |
|  | Marcatori | 15’ (aut.) Erb 80’ Pfitzner |

| Arbitro: | Dingert |

|  |           |                          |
|  | Marcatori | 3’ Köhler 83’, 85’ Meier |

| Arbitro: | Metzen |

|              |           |                                     |
| Staffeldt 9’ | Marcatori | 27’ Kumbela 35’ Vrančić 90’ Kruppke |

| Arbitro: | Bandurski |

|            |           |                 |
| Kruppke 7’ | Marcatori | 31’ Hochscheidt |

| Arbitro: | Perl |

|             |           |  |
| Kruppke 65’ | Marcatori |  |

| Rostock 9 settembre 2011, ore 18:00 CEST 7ª giornata | Hansa Rostock | 0 – 0 referto | Eintracht Braunschweig | DKB-Arena (14 200 spett.)\| Arbitro: \| Siebert \| |
| Arbitro:                                             | Siebert       |               |                        |                                                    |

| Arbitro: | Gräfe |

|                                    |           |                 |
| Kruppke 18’ Boland 37’ Kumbela 76’ | Marcatori | 75’ Bittencourt |

| Arbitro: | Hartmann |

|                |           |            |
| Chrisantus 77’ | Marcatori | 88’ Merkel |

| Arbitro: | Wingenbach |

|                    |           |                      |
| Pfitzner 7’ (rig.) | Marcatori | 85’ (rig.) Langeneke |

| Arbitro: | Metzen |

|              |           |  |
| Strohdiek 7’ | Marcatori |  |

| Arbitro: | Leicher |

|  |           |               |
|  | Marcatori | 15’, 53’ Koch |

| Arbitro: | Zwayer |

|            |           |                                     |
| Occéan 84’ | Marcatori | 25’ Kumbela 52’ Kruppke 85’ Vrančić |

| Arbitro: | Dankert |

|             |           |                   |
| Kruppke 50’ | Marcatori | 5’ Ede 80’ Zoundi |

| Arbitro: | Gräfe |

|                              |           |  |
| Brosinski 11’, 32’ Pamić 85’ | Marcatori |  |

| Arbitro: | Stieler |

|                                        |           |  |
| Kumbela 4’ Kruppke 18’, 89’ Boland 60’ | Marcatori |  |

| Arbitro: | Steuer |

|  |           |             |
|  | Marcatori | 44’ Kumbela |

#### Girone di ritorno
| Arbitro: | Grudzinski |

|                                |           |  |
| Aigner 32’ Rakić 58’ Lauth 65’ | Marcatori |  |

| Arbitro: | Leicher |

|             |           |           |
| Kumbela 86’ | Marcatori | 26’ Sibum |

| Arbitro: | Drees |

|                |           |            |
| Meier 11’, 22’ | Marcatori | 5’ Kruppke |

| Braunschweig 11 febbraio 2012, ore 13:00 CET 21ª giornata | Eintracht Braunschweig | 0 – 0 referto | Karlsruhe | Eintracht-Stadion (18 000 spett.)\| Arbitro: \| Steuer \| |
| Arbitro:                                                  | Steuer                 |               |           |                                                           |

| Arbitro: | Siebert |

|                |           |                |
| Hochscheidt 6’ | Marcatori | 40’ Theuerkauf |

| Amburgo 26 febbraio 2012, ore 13:30 CET 23ª giornata | St. Pauli | 0 – 0 referto | Eintracht Braunschweig | Millerntor-Stadion (24 487 spett.)\| Arbitro: \| Stieler \| |
| Arbitro:                                             | Stieler   |               |                        |                                                             |

| Arbitro: | Fischer |

|                                          |           |                         |
| Theuerkauf 6’ Kumbela 40’ Zimmermann 79’ | Marcatori | 13’ Perthel 51’ Jänicke |

| Arbitro: | Dankert |

|             |           |              |
| Banović 69’ | Marcatori | 40’ Bičakčić |

| Braunschweig 16 marzo 2012, ore 18:00 CET 26ª giornata | Eintracht Braunschweig | 0 – 0 referto | FSV Francoforte | Eintracht-Stadion (19 950 spett.)\| Arbitro: \| Petersen \| |
| Arbitro:                                               | Petersen               |               |                 |                                                             |

| Arbitro: | Schmidt |

|            |           |             |
| Bröker 47’ | Marcatori | 27’ Kumbela |

| Braunschweig 30 marzo 2012, ore 18:00 CEST 28ª giornata | Eintracht Braunschweig | 0 – 0 referto | Paderborn | Eintracht-Stadion (20 350 spett.)\| Arbitro: \| Sippel \| |
| Arbitro:                                                | Sippel                 |               |           |                                                           |

| Arbitro: | Christ |

|               |           |                         |
| Poté 22’, 74’ | Marcatori | 33’ Vrančić 66’ Kumbela |

| Braunschweig 10 aprile 2012, ore 17:30 CEST 30ª giornata | Eintracht Braunschweig | 0 – 0 referto | Greuther Fürth | Eintracht-Stadion (20 450 spett.)\| Arbitro: \| Siebert \| |
| Arbitro:                                                 | Siebert                |               |                |                                                            |

| Arbitro: | Ittrich |

|             |           |  |
| Terodde 30’ | Marcatori |  |

| Braunschweig 20 aprile 2012, ore 18:00 CEST 32ª giornata | Eintracht Braunschweig | 0 – 0 referto | Duisburg | Eintracht-Stadion (19 825 spett.)\| Arbitro: \| Grudzinski \| |
| Arbitro:                                                 | Grudzinski             |               |          |                                                               |

| Arbitro: | Winkmann |

|                       |           |  |
| Freier 3’ Ginczek 90’ | Marcatori |  |

| Arbitro: | Kempter |

|                                 |           |                 |
| Correia 4’ Korte 55’ Merkel 89’ | Marcatori | 45’ Knasmüllner |

### Coppa di Germania
| Arbitro: | Zwayer |

|  |           |                                                      |
|  | Marcatori | 9’ (rig.) Gómez 39’ (rig.) Schweinsteiger 83’ Müller |

## Statistiche

### Statistiche di squadra
| Competizione      | Punti | In casa | In casa | In casa | In casa | In casa | In casa | In trasferta | In trasferta | In trasferta | In trasferta | In trasferta | In trasferta | Totale | Totale | Totale | Totale | Totale | Totale | DR |
| Competizione      | Punti | G       | V       | N       | P       | Gf      | Gs      | G            | V            | N            | P            | Gf           | Gs           | G      | V      | N      | P      | Gf     | Gs     | DR |
| ----------------- | ----- | ------- | ------- | ------- | ------- | ------- | ------- | ------------ | ------------ | ------------ | ------------ | ------------ | ------------ | ------ | ------ | ------ | ------ | ------ | ------ | -- |
| 2. Bundesliga     | 45    | 17      | 6       | 8       | 3       | 21      | 15      | 17           | 4            | 7            | 6            | 16           | 20           | 34     | 10     | 15     | 9      | 37     | 35     | +2 |
| Coppa di Germania | -     | 1       | 0       | 0       | 1       | 0       | 3       | 0            | 0            | 0            | 0            | 0            | 0            | 1      | 0      | 0      | 1      | 0      | 3      | -3 |
| Totale            | 45    | 18      | 6       | 8       | 4       | 21      | 18      | 17           | 4            | 7            | 6            | 16           | 20           | 35     | 10     | 15     | 10     | 37     | 38     | -1 |

### Andamento in campionato
| Giornata  | 1 | 2 | 3 | 4 | 5 | 6 | 7 | 8 | 9 | 10 | 11 | 12 | 13 | 14 | 15 | 16 | 17 | 18 | 19 | 20 | 21 | 22 | 23 | 24 | 25 | 26 | 27 | 28 | 29 | 30 | 31 | 32 | 33 | 34 |
| --------- | - | - | - | - | - | - | - | - | - | -- | -- | -- | -- | -- | -- | -- | -- | -- | -- | -- | -- | -- | -- | -- | -- | -- | -- | -- | -- | -- | -- | -- | -- | -- |
| Luogo     | C | T | C | T | C | C | T | C | T | C  | T  | C  | T  | C  | T  | C  | T  | T  | C  | T  | C  | T  | T  | C  | T  | C  | T  | C  | T  | C  | T  | C  | T  | C  |
| Risultato | V | V | P | V | N | V | N | V | N | N  | P  | P  | V  | P  | P  | V  | V  | P  | N  | P  | N  | N  | N  | V  | N  | N  | N  | N  | N  | N  | P  | N  | P  | V  |
| Posizione | 1 | 1 | 7 | 4 | 6 | 3 | 4 | 4 | 5 | 5  | 6  | 6  | 6  | 6  | 7  | 7  | 6  | 8  | 8  | 8  | 8  | 8  | 8  | 7  | 7  | 8  | 8  | 7  | 8  | 8  | 8  | 8  | 9  | 8  |

Legenda:

Luogo: C = Casa; T = Trasferta. Risultato: V = Vittoria; N = Pareggio; P = Sconfitta.

### Statistiche dei giocatori
| Giocatore       | 2. Bundesliga | 2. Bundesliga | 2. Bundesliga | 2. Bundesliga | Coppa di Germania | Coppa di Germania | Coppa di Germania | Coppa di Germania | Totale   | Totale | Totale      | Totale     |
| Giocatore       | Presenze      | Reti          | Ammonizioni   | Espulsioni    | Presenze          | Reti              | Ammonizioni       | Espulsioni        | Presenze | Reti   | Ammonizioni | Espulsioni |
| --------------- | ------------- | ------------- | ------------- | ------------- | ----------------- | ----------------- | ----------------- | ----------------- | -------- | ------ | ----------- | ---------- |
| E. Bičakčić     | 15            | 1             | 2             | 0             | 0                 | 0                 | 0                 | 0                 | 15       | 1      | 2           | 0          |
| S. Bohl         | 4             | 0             | 1             | 0             | 1                 | 0                 | 0                 | 0                 | 5        | 0      | 1           | 0          |
| M. Boland       | 32            | 2             | 5             | 0             | 1                 | 0                 | 0                 | 0                 | 33       | 2      | 5           | 0          |
| M. Correia      | 19            | 1             | 1             | 0             | 1                 | 0                 | 0                 | 0                 | 20       | 1      | 1           | 0          |
| D. Davari       | 29            | 0             | 1             | 0             | 0                 | 0                 | 0                 | 0                 | 29       | 0      | 1           | 0          |
| D. Doğan        | 23            | 0             | 3             | 0             | 0                 | 0                 | 0                 | 0                 | 23       | 0      | 3           | 0          |
| R. Edwini-Bonsu | 8             | 0             | 1             | 0             | 0                 | 0                 | 0                 | 0                 | 8        | 0      | 1           | 0          |
| M. Fetsch       | 15            | 0             | 1             | 0             | 1                 | 0                 | 0                 | 0                 | 16       | 0      | 1           | 0          |
| B. Fuchs        | 12            | 0             | 1             | 0             | 0                 | 0                 | 0                 | 0                 | 12       | 0      | 1           | 0          |
| P. Gos          | 0             | 0             | 0             | 0             | 0                 | 0                 | 0                 | 0                 | 0        | 0      | 0           | 0          |
| M. Henn         | 13            | 0             | 0             | 0             | 1                 | 0                 | 0                 | 0                 | 14       | 0      | 0           | 0          |
| B. Kessel       | 14            | 0             | 2             | 1             | 1                 | 0                 | 0                 | 0                 | 15       | 0      | 2           | 1          |
| G. Korte        | 4             | 0             | 0             | 0             | 0                 | 0                 | 0                 | 0                 | 4        | 0      | 0           | 0          |
| R. Korte        | 11            | 1             | 1             | 0             | 0                 | 0                 | 0                 | 0                 | 11       | 1      | 1           | 0          |
| D. Kruppke      | 32            | 10            | 3             | 0             | 1                 | 0                 | 0                 | 0                 | 33       | 10     | 3           | 0          |
| D. Kumbela      | 32            | 10            | 3             | 1             | 1                 | 0                 | 0                 | 0                 | 33       | 10     | 3           | 1          |
| B. Later        | 0             | 0             | 0             | 0             | 0                 | 0                 | 0                 | 0                 | 0        | 0      | 0           | 0          |
| P. Merkel       | 10            | 2             | 0             | 0             | 0                 | 0                 | 0                 | 0                 | 10       | 2      | 0           | 0          |
| O. Petersch     | 14            | 0             | 2             | 0             | 0                 | 0                 | 0                 | 0                 | 14       | 0      | 2           | 0          |
| M. Petković     | 5             | 0             | 0             | 0             | 1                 | 0                 | 0                 | 0                 | 6        | 0      | 0           | 0          |
| M. Pfitzner     | 28            | 2             | 10            | 0             | 1                 | 0                 | 1                 | 0                 | 29       | 2      | 11          | 0          |
| K. Reichel      | 33            | 0             | 6             | 0             | 1                 | 0                 | 0                 | 0                 | 34       | 0      | 6           | 0          |
| J. Reinhardt    | 17            | 0             | 0             | 0             | 0                 | 0                 | 0                 | 0                 | 17       | 0      | 0           | 0          |
| N. Theuerkauf   | 28            | 2             | 10            | 0             | 1                 | 0                 | 0                 | 0                 | 29       | 2      | 10          | 0          |
| E. Turan        | 1             | 0             | 0             | 0             | 0                 | 0                 | 0                 | 0                 | 1        | 0      | 0           | 0          |
| M. Unger        | 4             | 0             | 0             | 0             | 0                 | 0                 | 0                 | 0                 | 4        | 0      | 0           | 0          |
| D. Vrančić      | 30            | 3             | 2             | 0             | 1                 | 0                 | 0                 | 0                 | 31       | 3      | 2           | 0          |
| J. Washausen    | 17            | 0             | 3             | 0             | 0                 | 0                 | 0                 | 0                 | 17       | 0      | 3           | 0          |
| N. Zimmermann   | 22            | 2             | 2             | 0             | 1                 | 0                 | 0                 | 0                 | 23       | 2      | 2           | 0          |